# Rob Havenstein
Rob Havenstein (Mount Airy, 13 maggio 1992) è un giocatore di football americano statunitense che milita nel ruolo di offensive tackle per i Los Angeles Rams della National Football League (NFL).

## Biografia

### St. Louis/Los Angeles Rams
Dopo avere giocato al college a football a Wisconsin, Havenstein fu scelto nel corso del secondo giro (57º assoluto) del Draft NFL 2015 dai St. Louis Rams. Debuttò come professionista partendo come titolare nella gara del primo turno contro i Seattle Seahawks. La sua prima stagione si concluse disputando 13 partite, tutte come titolare. La Pro Football Writers Association lo inserì nella formazione ideale dei rookie.
Nei playoff 2018, i Rams batterono i Cowboys e i Saints, qualificandosi per il loro primo Super Bowl dal 2001, perso contro i New England Patriots..
Il 13 febbraio 2022 Havenstein partì come titolare nel Super Bowl LVI vinto contro i Cincinnati Bengals per 23-20, conquistando il suo primo titolo.

## Palmarès

### Franchigia
- Super Bowl : 1

Los Angeles Rams: LVI
- National Football Conference Championship: 2

Los Angeles Rams: 2018, 2021

### Individuale
- PFWA All-Rookie Team - 2015